# Basilique Santa Maria della Steccata

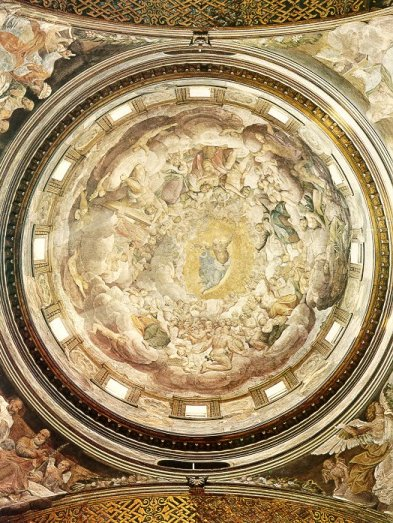
Bernardino Gatti, L'Assomption (coupole)

L'église Santa Maria della Steccata (Sainte-Marie-de-la-Palissade) à Parme est un splendide exemplaire de l'architecture parmesane typique de l'architecture de la Renaissance.

## Origine du nom
En 1392, un oratoire fut érigé pour recevoir une image miraculeuse de saint Jean Baptiste ce qui en fit un lieu vénéré par la tradition religieuse populaire. Vers le XVe siècle, comme une rumeur circulait que cette image accomplissait des miracles aussi pour la protéger de la foule, il fut construit une palissade. L'origine du nom de la grande église qui fut construite sur ce lieu pour honorer et sauvegarder la précieuse image provient de la barrière, palissade mise en œuvre.

## La construction
C'est Nicolò Urbani, évêque de Lodi qui pose la première pierre de l'église de Santa Maria dello Steccato, avant de devenir della Steccata.
La construction de l'église débute en 1521 sous l'autorité des chefs de chantier Giovan Francesco Zaccagni et de Bernardino son père, qui avait déjà fait la preuve de sa compétence et de la pleine maturité de son style par la construction de l'église de San Giovanni Evangelista.
Les travaux débutent d'abord lentement puis s'accélèrent de 1522 à 1524 comme l'indique le relevé des paiements présents dans les archives de l'église. En 1524, des désaccords apparaissent, les questions sont portées devant des commissions spéciales auxquelles participe Le Corrège qui les licencie en 1525. Les travaux se poursuivent sous la direction de Giovan Francesco d'Agrate qui exécute les ornementations en marbre.
D'autres modifications sont réalisées sur les suggestions d'Antonio di Sangallo et l'église est consacrée le 14 février 1539 par le cardinal légat Giovanni Maria Dal Monte.
La décoration de l'arc du presbytère est le travail du Parmigianino de 1530-1539.
En 1609, une souscription populaire afin de demander à la Vierge la fin d'une longue période de sécheresse permet la réalisation d'un moulage de la Madonna della Steccata recouvert de quatre-vingt kilogramme d'argent, l'œuvre est conservée dans la sacristie.
Des modifications ultérieures sont apportées en raison de la construction de sacristies puis celle de la « sacristie noble ».
D'autres travaux eurent lieu au XIXe siècle par volonté de Marie Louise d'Autriche afin qu'une chapelle mortuaire soit aménagée dans les souterrains de l'église pour les ducs Farnèse et Bourbons. Au XXe siècle, en raison des bombardements de la dernière guerre, l'église est, en plusieurs étapes, restaurée afin de retrouver son aspect originel.

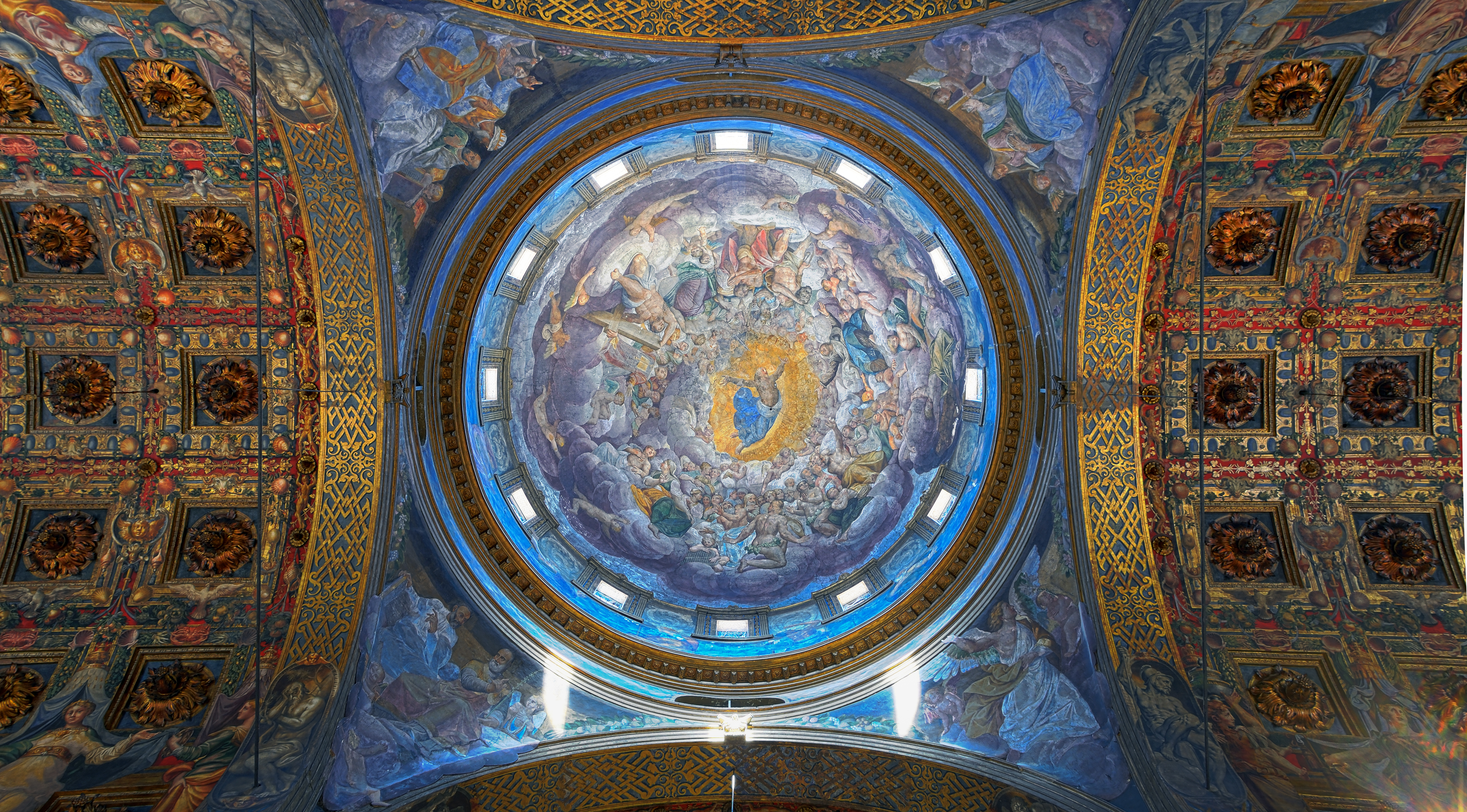
Les fresques des voûtes.

## L'architecture
L'église répond à la conception d'édifice à plan central inspirée très probablement par Leon Battista Alberti et Antonio da Sangallo le Jeune et révèle des affinités avec les dessins de Léonard de Vinci. Sangallo se rendit à Parme au cours de ces années pour contrôler le système défensif de Parme et il fournit le dessein de la coupole qui présente de fortes analogies avec celle de Saint Pierre de Rome.
L'église est à croix grecque, avec une coupole surmontant quatre tours fermées. Sur les quatre absides, trois d'entre elles reçoivent une porte, à l'extérieur des arcades entourent l'édifice auquel se rattachent des chapelles semi-circulaires. Le matériau utilisé est de la terre cuite pour la structure et du marbre pour les éléments décoratifs.

## Ordre sacré et militaire constantinien de Saint-Georges
En 1700, l'église Santa Maria della Steccata devient le siège de l'Ordre sacré et militaire constantinien de Saint-Georges. C'est en 1699 que François Farnèse reçoit du pape Innocent XII le Grand Magistère du Sacre Militaire de l'Ordre Constantin de Saint Georges  par la lettre apostolique Sincerae fidei ratifiée le 24 octobre 1699. En 1734, Charles quitte Parme et monte sur le trône de Naples, il refuse de se dessaisir de la grande maîtrise et établit le siège de l'ordre dans son nouveau royaume. Marie-Louise, duchesse de Parme en vertu des traités de 1814, étant héritière des Farnèse, réclame la grande maîtrise de l'ordre constantinien. Pour éviter toute nouvelle discussion, les deux maisons souveraines de Parme et des Deux-Siciles conviennent tacitement d'en exercer l'une et l'autre les droits, l'église Santa Maria della Steccata redevient le siège de l'ordre du duché de Parme.

## La crypte
La crypte est aménagée par Nicola Bettoli dans la première moitié du XIXe siècle. Elle contient les restes de nombreux ducs de Parme, Farnèse et Bourbon qui précédemment se trouvaient dans la crypte de l'église des Capucins Sainte-Marie-Madeleine, rassemblés sur ordre de Marie-Louise.
Depuis le 27 août 2021, la princesse Marie-Thérèse de Bourbon-Parme y repose.